# Paul Sæthrang
Paul Sæthrang (19 luglio 1918 – 5 agosto 1994) è stato un calciatore norvegese, di ruolo attaccante.

## Carriera

### Club
Sæthrang giocò con la maglia dello Skeid.

### Nazionale
Conta 4 presenze e 4 reti per la Norvegia. Esordì il 23 ottobre 1938, quando fu schierato in campo nella sfida pareggiata per 2-2 contro la Polonia. Il 28 giugno 1945 segnò le prime reti, con una doppietta nella vittoria per 12-0 sulla Finlandia.

## Palmarès

### Club

#### Competizioni nazionali
- Coppa di Norvegia: 1

Skeid: 1947